# Cantó de Salias de Salat
El cantó de Salias de Salat és un cantó francès del departament de l'Alta Garona, a la regió d'Occitània. Està inclòs al districte de Sent Gaudenç, està format per 22 municipis i el cap cantonal és Salias de Salat.
Inclou els següents municipis:
- Aussen
- Bèthvéder de Comenge
- Cassanha
- Castanheda
- Castèthviague
- Escolís
- Higaròu
- Hranccasau
- Hins
- Mana
- Marsolàs
- Maseras de Salat
- Montastruc de Salias
- Montespan
- Montgalhard de Saliás
- Montsaunèrs
- Ròcahòrt de Garona
- Arrueda
- Saleish
- Salias de Salat
- Tolha
- Urau